# デイヴィッド・シャープ
デイヴィッド・シャープ (英語: David Sharp、1972年2月15日 – 2006年5月15日) はイギリスの登山家でチョ・オユーの登頂者であり、エベレストの山頂近くで死亡した。死に瀕したシャープの前を多数の登山者が通り過ぎたため、彼の死は論議を呼んだ。

## 死をめぐる論議
シャープは元数学教師で、3回目のエベレスト登山で山頂に到達していた可能性のある登山家である。シャープは登山許可をアジアン・トレッキング(Asian Trekking)社を通じて取得し、6,200ドルで前進ベースキャンプまでの後方支援を依頼したが、シェルパやガイドは準備しなかった。アジアン・トレッキングに連絡をとるための無線機も携帯しなかったが、これは同社が救出活動を行う能力を有していなかったためである。彼の死の翌週にはアジアン・トレッキングを通じて参加した他の3人の登山家、ビトー・ネグレート、イゴール・プリューシュキン(Igor Plyushkin)、トーマス・ウィーバー(Thomas Weber)が死亡している。
ニュージーランドの両足義足の登山家マーク・イングリスは2006年5月23日のインタビューに対して、シャープは死んでいたとイングリスには思われ、他に40人の登山家が頂上を目指してシャープの前を通過したが救助を試みようとしなかった、と述べた。シャープが死亡したのは、頂上から高度約450 m (1,480 ft)下で第4キャンプから高度250 m (820 ft)上にある登山道脇の“グリーンブーツ・ケーブ”として知られる岩の張り出し（オーバーハング）の下である。午後遅くにシャープは単身、有酸素で頂上到達を試みておそらく到達したが、下山することとなったその夜はその年の最低気温となった。
イングリスの登山隊は登攀中の午前1時頃にシャープの前を通過した際にシャープにまだ息があることに気付いたが、夜間の救助活動が困難であることから頂上への登攀を続けた。マーク・ウェツ(Mark Whetu)は立ち去る前にシャープに対して第4キャンプへ延びるLEDヘッドランプの列を辿るよう指示している。他の殆どの登攀者はシャープに十分な支援を提供することなく通り過ぎた。エベレストガイドであるジェイミー・マクギネス(Jamie McGuinness)によると、およそ9時間後の下山時にデイヴィッド・シャープの元に辿り着いた際は、「...アラン・トレックス(Arun Treks)社のダワ(Dawa)もデイヴィッドに酸素を与えて彼を動かそうと、繰り返し、おそらく1時間は、試みた。しかしデイヴィッドを独りで立ち上がらせるどころか肩につかまらせることすら出来ず、泣きながらダワも彼を置き去りにした。シェルパが2人いてもその先の険しい箇所を下山させることは不可能だっただろう...」という状況だったという。
イングリスは、シャープは準備不足で、適切なグローブと酸素を有しておらず、彼らの登攀時には既に死は免れない状態だった、と述べている。「自分は...無線で連絡をとったが、登山隊責任者であるラッセル・ブライスは『君に出来ることは何もない。彼は酸素無しでもう何時間もそこにいる。彼はもう実質的に死んでいるんだ』と言った。問題なのは、8500mでは生存が極端に難しいということだ。ましてや他の誰かを生かしておくことなんて尚更だ」。イングリスが述べていることからは、イングリスの登山隊が通過した時点までにシャープが殆ど死に近い状態で手の施しようがなかった、とイングリスが考えていることが窺える。しかしラッセル・ブライスはイングリスの主張を否定し、遭難した登山者に関するいかなる無線通信も受信しておらず、レバノン人初のエベレスト登頂者であるマクシム・チャヤからおよそ9時間後に初めて知らされたと述べており、チャヤは登攀時の暗闇ではシャープの姿を見なかったという。この時シャープはグローブをしておらず重症の凍傷になっていた。イングリスの登山隊の先導者は、自分のチームメンバーに対する責任が最も重要であり、シャープ自身の登山チームへは非難が十分向けられていない、と述べている。下山中に瀕死の者を救助することは登攀中の救助よりも遙かに労力を要する。一方対照的に、5月26日にはオーストラリアの登山家リンカーン・ホールは死亡を宣告された翌日に生存した状態で発見されている。ホールを発見したのは4人の登山家（ダニエル・マズア、アンドルー・ブラッシュ(Andrew Brash、マイルズ・オズボーン(Myles Osborne)、ジャンブー・シェルパ(Jangbu Sherpa)）で、彼らは自分たちの登頂を放棄した上で傍に留まり、ホールを下ろすために送り込まれた11人のシェルパと共に彼を下山させた。ホールは後に完全に回復している。
エドモンド・ヒラリー卿はシャープを救助しようとしなかった決断を厳しく非難し、死に瀕した他の登山者を置き去りにすることは受け入れがたいことであり、登頂への欲望が全てになってしまっている、と述べている。「エベレスト登頂への姿勢そのものがとても恐ろしいものになってしまったように思う。皆頂上に到達することしか頭にない。誰かが高山病に苦しんで岩陰で凍えているのに帽子を取っておはようと挨拶して通り過ぎるなんて、間違っている」。ヒラリーはまたニュージーランド・ヘラルド誌に対して、今日の登山家の冷酷な態度を恐ろしく思うとも述べている。「彼らは遭難したかも知れない者に見向きもしない。岩陰で死にかけている誰かを置き去りにするだなんて全く認められない」「彼らの最優先事項は頂上に到達することであり、登山隊メンバーの幸福などは二の次になっているように私には思える」。ヒラリーはまたマーク・イングリスを「クレイジー」呼ばわりしている。
しかしデイヴィッドの母親であるリンダ・シャープは、デイヴィッドの生存は彼自身の責任だと考えており、他の登山家を非難していない。リンダはサンデー・タイムズ誌に対して、「デイヴィッドは岩陰で見つかったわ。彼の姿を何人もの人が見たけど、死んでいると思ったの。ブライス隊のシェルパの1人がデイヴィッドを確認したら彼はまだ生きていた。でもシェルパはデイヴィッドに酸素を与えようとしたけどもう手遅れだったわ。自分の命は自分で守らなきゃいけないの - 他人を助けようなどとしてはならないのよ」。
これらの発言から詳細な状況が浮かび上がってくる。2006年6月にはイングリスは、遭難した登山者がいることをブライスに伝えた上で登攀を続けるよう指示されたという自身の主張を撤回し、高地での極限の状況のせいで記憶が不確かになっていたと述べた。ディスカバリーチャンネルのドキュメンタリー番組「エベレスト登頂：極限への挑戦」の映像は、シャープを発見したのは下山中のイングリス隊だけだったことを示している。イングリス隊のメンバーの全員が登攀中にシャープを発見したことを認めているが、登攀中にブライスがシャープに関して連絡を受けたとは認めていない。イングリス隊は下山途中にシャープのところに辿り着く頃までには、彼らの酸素が十分でなく非常に疲労して重症凍傷の者も何名かいることをBriceに連絡してあり、いかなる救助活動も非常に困難であることを伝えている。
ドキュメンタリー番組「Dying For Everest」（Skyにて2009年4月20日放映）ではマーク・イングリスはこう述べている：「僕の記憶では、無線を使った。返事は、先へ進め、助けられることは何もない、だった。それがラッセル・ブライスからの返事だったのか他の誰かだったのか分からない...あるいは...低酸素症で..頭の中だけの出来事だったかも知れない」。ブライスはその晩無線通信を多数受信しており（その多くを他のメンバーも聞いている）、完全なログが保存されている。マーク・イングリスからの通信は一切記録されていない。隊は山頂に向かって登り続け、デイヴィッド・シャープの前を通り過ぎ、いかなる支援も行わなかった。デイヴィッドは深刻な状態にあった。下山時、岩を数時間後に再度通過した際には、デイヴィッドが瀕死であることを隊は確認している。エドモンド・ヒラリー卿はマーク・イングリスの態度を“いたたまれない”と表現した。

## 参考資料
- Everest remains deadly draw for climbers – USA Today
- Left to die at the top of the world – Times Online
- Dr. Morandeira: “Could David Sharp have been saved? Definitely”, includes a chronology of the incident.
- Left to Die on Everest, includes very thorough review of the circumstances surrounding David Sharp.
- Everest 2006: "My name is David Sharp and I am with Asian Trekking" – everestnews.com